# Turja
Túrja je desni pritok Ščavnice pri Branoslavcih. Izvira v gozdu v plitvi dolini pri vasi Kutinci v vzhodnem delu Slovenskih goric. Od širše doline Ščavnice jo ločuje le nizko in ozko sleme Stare Gore. Potok teče v glavnem proti vzhodu po dolini, ki postaja vse širša in je bila nekoč precej mokrotna, danes pa v njenem dnu prevladujejo travniki in njive. Z leve strani dobiva le nekaj drobnih pritokov, z desne strani poleg majhnih potočkov še Pinkavo in Bukovnico. Zanimivo ime potoka naj bi po mnenju jezikoslovcev izhajalo iz tura (Bos primigenius), divjega goveda, ki je v davnini živelo tudi na Slovenskem.
Razmeroma majhen potok teče skoraj ves čas po drobno vijugasti naravni strugi, ki jo na obeh straneh obdaja ozek pas obvodnega rastja, le v spodnjem toku pri Radoslavcih so v začetku 80. let dvajsetega stoletja dolinsko dno osušili, potok spremenili v umetni kanal in vanj speljali številne osuševalne jarke. Spremenili so tudi izliv potoka, tako da se ta zdaj izliva v umetno strugo Ščavnice tik pod umetnim Gajševskim jezerom. Mokrotni travniki v zgornjem in srednjem toku so pomembni mokriščni habitati; del pod Kuršinci je evidentiran kot naravna vrednota zaradi rastišča sibirske perunike (Iris sibirica).
Čeprav je potok majhen, je bil v preteklosti lokalno pomemben vir vodne energije, saj je bilo na njem več majhnih mlinov in žag, mdr. v Terbegovcih in Radoslavcih.